# Villeneuve-l'Archevêque
Villeneuve-l'Archevêque és un municipi francès, situat al departament del Yonne i a la regió de Borgonya - Franc Comtat. L'any 2007 tenia 1.242 habitants.

## Demografia

### Població
El 2007 la població de fet de Villeneuve-l'Archevêque era de 1.242 persones. Hi havia 544 famílies, de les quals 212 eren unipersonals (92 homes vivint sols i 120 dones vivint soles), 156 parelles sense fills, 140 parelles amb fills i 36 famílies monoparentals amb fills.
La població ha evolucionat segons el següent gràfic:
Habitants censats

### Habitatges
El 2007 hi havia 712 habitatges, 555 eren l'habitatge principal de la família, 56 eren segones residències i 101 estaven desocupats. 552 eren cases i 157 eren apartaments. Dels 555 habitatges principals, 341 estaven ocupats pels seus propietaris, 199 estaven llogats i ocupats pels llogaters i 15 estaven cedits a títol gratuït; 13 tenien una cambra, 66 en tenien dues, 134 en tenien tres, 148 en tenien quatre i 194 en tenien cinc o més. 303 habitatges disposaven pel capbaix d'una plaça de pàrquing. A 323 habitatges hi havia un automòbil i a 116 n'hi havia dos o més.

### Piràmide de població
La piràmide de població per edats i sexe el 2009 era:
| Homes | Edats   | Dones |
| ----- | ------- | ----- |
| 4     | 95 o +  | 0     |
| 4     | 90 a 94 | 0     |
| 20    | 85 a 89 | 24    |
| 0     | 80 a 84 | 8     |
| 20    | 75 a 79 | 28    |
| 28    | 70 a 74 | 40    |
| 40    | 65 a 69 | 40    |
| 48    | 60 a 64 | 40    |
| 20    | 55 a 59 | 28    |
| 32    | 50 a 54 | 12    |
| 48    | 45 a 49 | 36    |
| 40    | 40 a 44 | 72    |
| 28    | 35 a 39 | 48    |
| 48    | 30 a 34 | 36    |
| 16    | 25 a 29 | 24    |
| 36    | 20 a 24 | 32    |
| 40    | 15 a 19 | 32    |
| 48    | 10 a 14 | 44    |
| 40    | 5 a 9   | 44    |
| 32    | 0 a 4   | 32    |

## Economia
El 2007 la població en edat de treballar era de 773 persones, 518 eren actives i 255 eren inactives. De les 518 persones actives 417 estaven ocupades (232 homes i 185 dones) i 101 estaven aturades (52 homes i 49 dones). De les 255 persones inactives 94 estaven jubilades, 65 estaven estudiant i 96 estaven classificades com a «altres inactius».

### Ingressos
El 2009 a Villeneuve-l'Archevêque hi havia 560 unitats fiscals que integraven 1.214,5 persones, la mediana anual d'ingressos fiscals per persona era de 14.536 €.

### Activitats econòmiques
Dels 81 establiments que hi havia el 2007, 5 eren d'empreses alimentàries, 3 d'empreses de fabricació d'altres productes industrials, 7 d'empreses de construcció, 18 d'empreses de comerç i reparació d'automòbils, 7 d'empreses de transport, 6 d'empreses d'hostatgeria i restauració, 1 d'una empresa d'informació i comunicació, 2 d'empreses financeres, 9 d'empreses immobiliàries, 8 d'empreses de serveis, 11 d'entitats de l'administració pública i 4 d'empreses classificades com a «altres activitats de serveis».
Dels 25 establiments de servei als particulars que hi havia el 2009, 1 era una oficina d'administració d'Hisenda pública, 2 oficines de correu, 2 oficines bancàries, 2 tallers de reparació d'automòbils i de material agrícola, 1 autoescola, 1 guixaire pintor, 1 fusteria, 3 lampisteries, 2 electricistes, 3 perruqueries, 4 restaurants, 2 agències immobiliàries i 1 saló de bellesa.
Dels 10 establiments comercials que hi havia el 2009, 1 era un hipermercat, 1 una botiga de més de 120 m², 3 fleques, 2 carnisseries, 1 una peixateria, 1 una botiga de roba i 1 una joieria.
L'any 2000 a Villeneuve-l'Archevêque hi havia 7 explotacions agrícoles que ocupaven un total de 636 hectàrees.

## Equipaments sanitaris i escolars
L'únic equipament sanitari que hi havia el 2009 era una farmàcia.
El 2009 hi havia 1 escola maternal i 1 escola elemental. Villeneuve-l'Archevêque disposava d'un col·legi d'educació secundària amb 377 alumnes.

## Poblacions més properes
El següent diagrama mostra les poblacions més properes.